# Simone Fagundes
 Simone Erhardt Domingos Fagundes  (Jundiaí, 8 de setembro de 1970) é ex-voleibolista indoor brasileira, atuante na posição  de Ponta, mais tarde exerceu a de Líbero ; sagrou-se medalhista bicampeã do Campeonato Sul-Americano de Clubes, nos anos de 1994 e 1998, ambas edições na Colômbia e também no extinto Torneio Internacional Salonpas Cup de 2001 no Brasil.

## Carreira
Iniciou sua trajetória em sua cidade natal, passou pelas categorias de base do Sidra Cereser/Jundiaí, depois pelo Pão de Açúcar/Colgate época que atuava na categoria infantil e  surgiu o apelido “Perereca”.
No auge de sua forma chegou a registrar impulsão de 1,05m, quando jogava pela extinta equipe do Leite Moça foi uma das pioneiras na modalidade feminina nacional a executar o ataque da bola rápida na entrada de rede, jogada inspirada no ex-atacante da Seleção BrasileiraGiovane Gávio.Na temporada 1993-94 defendeu a Nossa Caixa/Recra conquistou o título da Liga Nacional.
Pelo Nossa Caixa/Recra disputou a edição do Campeonato Sul-Americano de Clubes de 1994 em Medellín
 e conquistou a medalha de ouro e recebeu o prêmio de Melhor Receptora da competição.
Também atuou no voleibol italiano e conquistou pelo  Toshiba Albamotor Cassano o título do Triangular de Voleibol.Na condição de atleta do Leite Moça/Sorocaba na temporada 1995-96, ela sagrou-se campeã do Campeonato Paulista de 1995 e da Copa Internacional  pelo Leite Moça e disputou a Superliga Brasileira A 1995-96 conquistando  o título de forma invicta.
Permaneceu no Leite Moça/Jundiaí no período esportivo 1996-97, conquistou o título da Copa Sul de 1996 e por este disputou a correspondente Superliga Brasileira A e conquistou seu tricampeonato nacional.
Renovou com o clube para temporada seguinte, sagrou-se bicampeã da Copa Sul em 1997 e foi vice-campeã do Campeonato Paulista de 1997, e vice-campeã da Superliga Brasileira A 1997-98.E representou este clube na conquista do ouro no Campeonato Sul-Americano de Clubes de 1998 em Medellín.
Na temporada seguinte defendeu o mesmo clube que passou a utilizar a alcunha: Leites Nestlé, e conquistou o título do Campeonato Paulista de 1998 e o tricampeonato consecutivo da Copa Sul; também disputou a Superliga Brasileira A 1998-99 conquistando o bronze nesta competição.
Após deixar o Leites Nestlé foi contatada pelo Flamengo para competir na temporada 1999-00 e foi campeã do Campeonato Carioca em 1999 e o quinto lugar na Superliga Brasileira A 1999-00.
Transferiu-se para o Petrobrás/Força Olímpica do Distrito Federal e disputou a Superliga Brasileira A 2000-01 na qual avançou as finais novamente, mas após eliminação nas semifinais, encerrou com sua equipe na oitava posição, época que já atuava como Líbero.
Foi contratada pelo BCN/Osasco  e sagrou-se campeã da primeira edição do Torneio Internacional Salonpas Cup de 2001, realizado Salvador-BA também atuando como Líbero, época que era treinada por José Roberto Guimarães.
Ainda em 2001 é contratada para compor a equipe do Açúcar União/São Caetano e e neste ano  foi vice-campeão dos Jogos Abertos de São José do Rio Preto e  também disputou o Campeonato Paulista. Por esse clube disputou a Superliga Brasileira 2001-02, atuando como Líbero encerrando na sexta posição na Superliga Brasileira A correspondente.

## Títulos e resultados
- Superliga Brasileira A:1993-94,[3] 1995-96,[13] 1996-97[13]
- Superliga Brasileira A:1997-98[13]
- Superliga Brasileira A:1998-99
- Superliga Brasileira A:2000-01
- Campeonato Paulista:1995,[10][11]1998[20]
- Campeonato Paulista:1997[18]
- Campeonato Carioca:1999[23]
- Copa Internacional:1995[11]
- Copa Sul:1996,[16] 1997[16] e 1998[16]
- Jogos Abertos do Interior de São Paulo: 2001[34]

## Premiações individuais
- Melhor Receptora do Campeonato Sul-Americano de Clubes de 1994[9]